# Skärsnäs (naturreservat)
Skärsnäs är ett naturreservat i Kristianstads kommun i Skåne län.
Området är naturskyddat sedan 2009 och är 81 hektar stort. Reservatet omfattar några öar och strandnära områden i östra Immeln består av ädellövskog och grova tallar. I söder gränsar området till ett ålderdomligt småskaligt odlingslandskap med ett flertal boningshus och uthuslängor. Längst i norr finns rester efter ett stenbrott.
I Skärsnäs naturreservat trivs småfåglar samt fiskgjuse, storskrake och storlom. 
Skåneleden går i närheten. Kanotister i Immeln-Raslången-Halen-systemet passerar längs stranden.